# Heiner Rindermann
Heiner Rindermann (* 12. März 1966 in Köln) ist ein deutscher Psychologe und Bildungsforscher.

## Leben
Rindermann studierte von 1986 bis 1995 in Heidelberg Psychologie, zusätzlich als Nebenfächer Philosophie, Ethnologie, Soziologie, Politikwissenschaft und Altphilologie. 1995 erfolgte die Promotion in Psychologie zum Thema Lehrevaluation und 2005 die Habilitation an der Universität Landau zum Thema Unterrichtsqualität. Er war Vertretungsprofessor für Erziehungswissenschaft an der Universität Saarbrücken und an der Universität Paderborn. Im September 2007 erhielt er einen Ruf auf die Professur für Evaluation und Methodik der Entwicklungspsychologie an der Universität Graz. Seit April 2010 hat Rindermann die Professur für Pädagogische und Entwicklungspsychologie an der Technischen Universität Chemnitz inne.

## Forschungsgebiete
Rindermann forscht in den Gebieten Pädagogische- und Entwicklungspsychologie, Differentielle Psychologie, Pädagogik, Klinische Psychologie und Gesundheitspsychologie. Daneben befasst er sich mit Wissenschaftsforschung und Wissenschaftstheorie sowie der Entwicklung von Kultur und Gesellschaft.
Lehrevaluation
Rindermann entwickelte 1994 gemeinsam mit Manfred Amelang den Fragebogen HILVE, mit dem Studierende, Lehrende und externe Personen die Lehrqualität, das Lehrverhalten von Dozenten, Veränderungen der Studierenden durch den Veranstaltungsbesuch und das Verhalten der Veranstaltungsteilnehmer beurteilt werden können. Das Instrument soll durch seine Multidimensionalität eine möglichst realistische Beurteilung von Vorlesungen und Seminaren ermöglichen.
Als wichtigste Ergebnisse der Lehrevaluationsforschung gelten, dass Studierende im Mittel einer Veranstaltung relativ wenig durch Faktoren wie Thema und Anforderungshöhe beeinflusst Lehre beurteilen können und dass die Ergebnisse solcher Befragungen, solange sie sich auf Lehrqualitätsmerkmale beziehen, mit studentischem Lernerfolg zusammenhängen. Rindermann plädiert für den Einsatz von Beratung und Trainings, um Lehrqualität nicht nur zu messen, sondern zu verbessern.
Wissenschaftstheorie
Rindermann vertritt die normative Position, dass Wissenschaft auf Rationalität und Reflexion basieren sollte. Er bezieht sich hierbei vor allem auf die Aufklärung und Kant.
Zitat aus Erwägen-Wissen-Ethik (2006, S. 251):
„Rationales Denken ist Voraussetzung für wissenschaftliches Denken. Unter Rationalität soll verstanden werden: Sich im Denken zu orientieren, d. h., die Fähigkeit und Bereitschaft, das eigene Denken und Handeln an Wahrheit und Funktionalität auszurichten, das eigene Denken und Handeln unter den Vorbehalt notwendiger Richtigkeit, Begründung und Argumentation zu stellen; eine Einstellung, objektive Probleme subjektiv zuzulassen und diese als kognitiv lösbare Probleme zu betrachten, sie nicht als durch Intuition oder Übernahme traditioneller Antworten abkürzbare Fragen, nicht als durch Gewalt, autoritative Entscheidung oder durch Zwangsmaßnahmen zu bewältigende Hindernisse zu verstehen (Kant: „Freiheit im Denken bedeutet auch die Unterwerfung der Vernunft unter keine andere Gesetze, als: die sie sich selbst gibt.“); argumentative Haltung in Interaktion mit anderen oder sich selbst, die nur gute Gründe, logische Kriterien und empirische Belege gelten lässt, nur diese und nichts anderes, nicht Überreden, Macht oder Ansehen der Person oder andere außerargumentative Kriterien; in epistemischer Interaktion, sei sie persönlich oder nicht persönlich, eine angemessen präzise, verständliche und inhaltsangemessene Sprache bis zur Sprache der Mathematik zu verwenden. Personenbezogene Voraussetzungen sind intellektuelle Befähigung, vernünftige Selbstbestimmungsfähigkeit und emanzipatorische Selbständerungsfähigkeit zu seelisch-geistiger Freiheit und eine ethische Grundhaltung gegenüber anderen, anderem und sich.“
Intelligenzforschung
Grundaussage seiner Arbeit ist, dass Intelligenztests und Schulleistungstests etwas sehr Ähnliches erheben: Intelligenz und Wissen. Auch Intelligenztests erheben ihm zufolge Wissen und Schulleistungstests, vor allem solche wie im PISA, auch „Intelligenz“. Daraus schließt er, dass die Intelligenz durch Umwelt und Bildung veränderbar ist und dass Schulleistungen genetisch festgelegte Bestandteile enthalten. Rindermann untersuchte die Förderung von Intelligenz durch Schulunterricht und auf internationaler Ebene in der Untersuchung von Unterschieden zwischen Staaten die Abhängigkeit der kognitiven Kompetenzen von Wohlstand sowie ihren Zusammenhang mit Demokratie, Rechtsstaat und Freiheit. Rindermann sieht kognitive Fähigkeiten und ihre historische Entwicklung im Wechselspiel mit Bedingungen von Gesellschaft und Kultur zusammen mit Georg W. Oesterdiekhoff.
Sarrazin nutzte für sein Buch Deutschland schafft sich ab die Arbeiten von Rindermann und Detlef Rost als wichtige Quellen. Rindermann und Rost beurteilten Sarrazins Ausführungen zu psychologischen Aspekten als im Wesentlichen mit dem aktuellen Stand der Wissenschaft kompatibel.
Schulsysteme
Rindermann untersucht an Unterricht, Schule und Schulsystemen ihre Folgen für die Entwicklung von kognitiven Kompetenzen und Persönlichkeit (z. B. für Intelligenz, Fähigkeitsselbstbild, Prüfungsangst). Auf Schulsystemebene fasst er zusammen:
Es „zeigen sich positive Zusammenhänge nationaler Fähigkeitsniveaus zu Bildungsniveau der Erwachsenen, Kindergartenbesuch, Disziplin, hohem Bildungsumfang der Schüler, Unterrichtsumfang, Besuch von Ergänzungsschulen, früher Gliederung und Einsatz von Zentralprüfungen und Tests zum Zwecke schulischer Entscheidungen. Eher negative Zusammenhänge treten auf bei hohen Klassenwiederholungsquoten, später Einschulung und großen Klassen bzw. einer ungünstigen Lehrer-Schüler-Relation. Hohe Migrantenanteile als solche wirken sich nicht negativ aus; nur dann, wenn Migranten im Schnitt bildungsferner als die einheimische Bevölkerung sind, zeigen sich negative Folgen.“ (Empirische Pädagogik 2008, S. 17)
Innerhalb von Klassen gilt die Intelligenz von Mitschülern einer Klasse als wichtig für Unterrichtserfolg und individuellen Kompetenzzugewinn: „Die Intelligenz der anderen macht klug.“ (Unterrichtswissenschaft 2007, S. 85) Vor allem die Intelligenzentwicklung schwächerer Schüler sei von hoher Intelligenz in der Klasse positiv abhängig.
Emotionale Kompetenz
In seiner Forschung zu „Emotionaler Kompetenz“ unterscheidet er 4 bis 6 Dimensionen: das Erkennen eigener Gefühle, das Erkennen der Gefühle von anderen, die Regulation eigener Gefühle und die emotionale Expressivität. Weitere Skalen beziehen sich stärker auf soziale Kompetenzen Regulation der Gefühle anderer und auf Einstellungen zu Gefühlen.
Weitere Gebiete
Daneben hat sich Rindermann mit Fragen der Studierendenauswahl durch Hochschulen, der Evolutionären Psychologie, Hochbegabungs-, Persönlichkeits- und Selbstkonzeptforschung befasst.
Kritik
Eine wissenschaftlich-methodische Kritik an seinem Ansatz im Artikel Was messen internationale Schulleistungsstudien? (2006) haben der Bildungsforscher Prof. Jürgen Baumert und drei weitere Wissenschaftler formuliert (Baumert u. a. 2007).

## Kontroverse
Am 4. Dezember 2007 sendete Deutschlandradio Kultur ein Interview mit Rindermann, welches den Titel Dumme Buschmänner, kluge Asiaten? »Es gibt genetische Unterschiede zwischen den Rassen« trug. Der Titel sowie eine Bildunterschrift wurden, laut einer Stellungnahme Rindermanns, nicht mit dem Interviewten abgesprochen und vom Sender später korrigiert.
In Reaktion auf die Sendung des Interviews wurde von den Ethnologinnen und Afrikanistinnen Carola Lentz, Anna-Maria Brandstetter und Raija Kramer eine Presseerklärung herausgegeben und an mehrere Universitäten, an denen Rindermann lehrte oder gelehrt hatte, versandt, in der Rindermann die Verbreitung rassistischer Theorien vorgeworfen wurde. Rindermann reagierte auf die Mainzer Pressemitteilung mit einer Stellungnahme, in der er den Wissenschaftlerinnen Unkenntnis des aktuellen Forschungsstands und Falschbehauptungen vorwarf. Die Stellungnahme sei, so Rindermann, in diffamierender Absicht erfolgt.
Rindermann erfuhr Unterstützung von der Deutschen Gesellschaft für Psychologie. In einer offiziellen Mitteilung bekundet die wissenschaftliche Fachgesellschaft unter dem Titel "Diffamierende Vorwürfe gegen Heiner Rindermann": "Unser Mitglied Heiner Rindermann wurde im Anschluss an ein Rundfunkinterview im Deutschlandradio insbesondere durch eine Pressemitteilung aus dem Institut für Ethnologie und Afrikastudien der Universität Mainz und nachfolgende Presseveröffentlichungen mit dem Vorwurf belastet, rassistische Äußerungen von sich gegeben zu haben. Die DGPs weist diese Vorwürfe strikt zurück. […] handelt es sich bei den auch in einer internationalen Fachzeitschrift publizierten Aussagen von Heiner
Rindermann um wissenschaftlich einwandfreie und seriöse Äußerungen. […]". Am 18. Februar 2009 hat die DGPs eine zusätzliche Ehrenerklärung zu Rindermann abgegeben.
Im Oktober 2015 veröffentlichte Rindermann in der Zeitschrift Focus einen Artikel, in dem er auf der Grundlage wissenschaftlicher Daten behauptete, Einwanderer aus Südosteuropa, Vorderasien und Afrika wiesen mehrheitlich ein niedriges Qualifikationsprofil auf. Selbst Asylbewerber mit Universitätsstudium zeigten in mathematischen und figuralen Aufgaben einen Durchschnitts-IQ von lediglich 93 – dies entspräche dem Niveau einheimischer Realschüler. Rindermann sagt vor diesem Hintergrund schwerwiegende künftige Integrationsprobleme dieser Gruppen in Deutschland voraus. Die Fakultät für Human- und Sozialwissenschaften und das Institut für Psychologie der Universität Chemnitz distanzierten sich daraufhin öffentlich von ihrem Professor. Kritisiert wurde seitens seiner Kollegen insbesondere eine Vermischung von Meinung und Fakten und dass daraus diskriminierende Schlussfolgerungen gezogen würden. Rindermann wies die Vorwürfe in einer Stellungnahme zurück. Zusätzlich veröffentlichte er ein ausführliches Hintergrundgespräch zu den Inhalten des Focus-Artikels.
2024 veröffentlichte Rindermann seine Studie Surprisingly low results from studies on cognitive ability in developing countries: are the results credible?, die aufgrund methodologischer Fehler zurückgenommen und dadurch in ihrer Validität entkräftet wurde.

## Auszeichnungen
Auf dem Gebiet der Differentiellen Psychologie wurde Rindermann 2007 mit dem William-Stern-Preis der Deutschen Gesellschaft für Psychologie ausgezeichnet.
2010 wurde Rindermann von der US-amerikanischen Wissenschaftsgesellschaft APS (Association for Psychological Science) für „herausragende Beiträge in der Wissenschaft“ der Fellowstatus verliehen.

## Beratertätigkeit
2018 war Rindermann als Berater tätig für die Weltbank, die ein globales kognitives Humankapitalmaß basierend auf Schulleistungsstudien entwickelte (Altinok et al., 2018; Global Data Set on Education Quality).

## Schriften
- Das Heidelberger Inventar zur Lehrveranstaltungs-Evaluation (HILVE). Handanweisung. mit M. Amelang. Heidelberg: Asanger 1994.
- Untersuchungen zur Brauchbarkeit studentischer Lehrevaluationen. Empirische Pädagogik e. V., Landau 1996, ISBN 3-931147-16-9.
- Lehrevaluation. Einführung und Überblick zu Forschung und Praxis der Lehrveranstaltungsevaluation an Hochschulen. Mit einem Beitrag zur Evaluation computerbasierten Unterrichts. Empirische Pädagogik e. V., Landau 2001, ISBN 3-933967-52-X.
- Die studentische Beurteilung von Lehrveranstaltungen – Forschungsstand und Implikationen. In C. Spiel (Hrsg.), Evaluation universitärer Lehre – zwischen Qualitätsmanagement und Selbstzweck (S. 61–88). Münster: Waxmann 2001.
- Intelligenz. In H. S. Friedman & M. W. Schustack, Persönlichkeitspsychologie und Differentielle Psychologie (S. 372–389). München: Pearson 2004.
- Was messen internationale Schulleistungsstudien? Schulleistungen, Schülerfähigkeiten, kognitive Fähigkeiten, Wissen oder allgemeine Intelligenz? In: Psychologische Rundschau. 57, 2006, S. 69–86. (online; PDF; 165 kB)
- Formen wissenschaftlicher Auseinandersetzung. Erwägen-Wissen-Ethik, 17, 2006, S. 251–263 und 313–321.
- The g-factor of international cognitive ability comparisons: The homogenity of results in PISA, TIMSS, PIRLS and IQ-tests across nations. In: European Journal of Personality. 21, 2007, S. 667–706. (online)
- Die Bedeutung der mittleren Klassenfähigkeit für das Unterrichtsgeschehen und die Entwicklung individueller Fähigkeiten. Unterrichtswissenschaft, 35 2007, 68–89.
- International vergleichende Schulleistungs- und Intelligenzstudien: Warum schneiden die einen gut ab, die anderen schlecht? Versuch einer Erklärung unter ausschließlicher Berücksichtigung von Bildungsmerkmalen. Empirische Pädagogik, 22 2008, 17–48.
- Kultur und Kognition: Die Beiträge von Psychometrie und Piaget-Psychologie zum Verständnis kultureller Unterschiede. mit G. W. Oesterdiekhoff. Münster: Lit 2008.
- Entwicklungspsychologie: Kita-Kinder lernen besser. Frankfurter Rundschau, 64(87) 2008, 12.
- Cognitive capitalism: Human capital and the wellbeing of nations. Cambridge: Cambridge University Press 2018.